# Tournoi des Cinq Nations 1988
Navigation
Tournoi 1987 Tournoi 1989
Le Tournoi des Cinq Nations 1988 (du 16 janvier au 19 mars 1988) voit la victoire conjointe du pays de Galles et de la France.

## Classement
LÉGENDE :
J matchs joués, V victoires, N matchs nuls, D défaites ;
PP points pour, PC points contre, Δ différence de points PP - PC ;
Pts points de classement (barème : 2 points pour une victoire, 1 point en cas de match nul, rien pour une défaite) ;
T : Tenante du titre 1987.
| Rang | Nation         | J | V | N | D | PP | PC | Δ   | Pts |
| ---- | -------------- | - | - | - | - | -- | -- | --- | --- |
| 1    | Pays de Galles | 4 | 3 | 0 | 1 | 57 | 42 | +15 | 6   |
| 1    | France (T)     | 4 | 3 | 0 | 1 | 57 | 47 | +10 | 6   |
| 3    | Angleterre     | 4 | 2 | 0 | 2 | 56 | 30 | +26 | 4   |
| 4    | Écosse         | 4 | 1 | 0 | 3 | 67 | 68 | - 1 | 2   |
| 4    | Irlande        | 4 | 1 | 0 | 3 | 40 | 90 | -50 | 2   |

## Résultats
- Première journée (16 janvier 1988) :

| Dublin (Lansdowne Road)  | Irlande | 22 - 18 | Écosse     |
| Paris (Parc des Princes) | France  | 10 - 9  | Angleterre |

- Deuxième journée (6 février 1988) :

| Édimbourg (Murrayfield) | Écosse     | 23 - 12 | France         |
| Londres (Twickenham)    | Angleterre | 03 - 11 | Pays de Galles |

- Troisième journée (20 février 1988) :

| Paris (Parc des Princes) | France         | 25 - 6  | Irlande |
| Cardiff (Arms Park)      | Pays de Galles | 25 - 20 | Écosse  |

- Quatrième journée (5 mars 1988) :

| Dublin (Lansdowne Road) | Irlande | 09 - 12 | Pays de Galles |
| Édimbourg (Murrayfield) | Écosse  | 6 - 9   | Angleterre     |

- Cinquième journée (19 mars 1988) :

| Cardiff (Arms Park)  | Pays de Galles | 09 - 10 | France  |
| Londres (Twickenham) | Angleterre     | 35 - 3  | Irlande |

## Match France - Angleterre
| 16 janvier 1988 | France                                                        | 10 - 9 (3 - 3) | Angleterre                                                 | Parc des Princes 45 071 spectateurs Arbitre : Doyle |
| 16 janvier 1988 | Essai(s) : 1 Rodriguez (74e) Pénalité(s) : 2 Bérot (10e, 71e) |                | Pénalité(s) : 2 Webb (36e, 63e) Drop(s) : 1 Cusworth (49e) | Parc des Princes 45 071 spectateurs Arbitre : Doyle |
| 16 janvier 1988 |                                                               |                |                                                            | Parc des Princes 45 071 spectateurs Arbitre : Doyle |

## Composition des équipes victorieuses
Voir article :
- La France dans le Tournoi 1988.